# Misrata (gmina w Libii)
Misratah (arab. مصراتة, Mişrātah) – gmina w Libii ze stolicą w Misrata.
Liczba mieszkańców – 221 tys.
Kod gminy – LY-MI (ISO 3166-2).
Misratah graniczy z gminami:
- Syrta – południe
- Bani Walid – południowy zachód
- Tarhuna wa-Masalata – zachód
- Tadżura wa-an-Nawahi al-Arba – północny wschód